# 歐中慨
歐中慨（1958年10月10日—）是澎湖縣西嶼鄉合界村出生的臺灣政治人物，中國國民黨籍，現任澎湖縣議員。亦曾任第11–14、17、19屆澎湖縣議員。
2019年6月，在2020年澎湖縣立委選舉黨内初選中勝出，最终败于民進黨現任立委杨曜。當年曾表態支持針對中華民國總統有權無責和行政院院長有責無權之現狀修憲。
2023年3月30日，澎湖地檢署稱歐中慨涉犯詐領助理費，故展開約談並聲請羈押，澎湖地院裁定歐中慨及其妻各以100萬、80萬元交保。5月5日，檢調再次展開調查及聲請羈押，此次澎湖地院裁定歐中慨夫婦2人羈押禁見。6月30日，法官認為已無羈押必要，故令歐中慨夫婦各以130萬及100萬元交保。2025年6月10日，歐中慨涉嫌詐領助理費案於臺灣高等法院高雄分院時歐中慨做認罪協商（承諾繳回犯罪所得新台幣111萬954元，換取緩刑判決）後，二審改判歐中慨有期徒刑2年、褫奪公權2年、緩刑5年（原為有期徒刑8年、褫奪公權4年）；澎湖縣議會在收到內政部公文後，將依法取消歐中慨議員資格。

## 選舉紀錄
| 年度 | 選舉屆數               | 選舉區           | 所屬政黨   | 得票數 | 得票率 | 當選標記 | 備註  |
| ---- | ---------------------- | ---------------- | ---------- | ------ | ------ | -------- | ----- |
| 1986 | 第十一屆澎湖縣議員選舉 | 澎湖縣第二選舉區 | 中國國民黨 | 1,593  | 34.53% |          | [ 9 ] |
| 1990 | 第十二屆澎湖縣議員選舉 | 澎湖縣第四選舉區 | 中國國民黨 | 1,323  | 29.76% | [ 10 ]   |       |
| 1994 | 第十三屆澎湖縣議員選舉 | 澎湖縣第四選舉區 | 無黨籍     | 1,570  | 33.25% | [ 11 ]   |       |
| 1998 | 第十四屆澎湖縣議員選舉 | 澎湖縣第四選舉區 | 中國國民黨 | 1,594  | 35.41% |          |       |
| 2002 | 第十五屆澎湖縣議員選舉 | 澎湖縣第四選舉區 | 中國國民黨 | 1,000  | 21.93% |          |       |
| 2005 | 第八屆馬公市市長選舉   | 澎湖縣馬公市     | 中國國民黨 | 12,026 | 41.56% |          |       |
| 2008 | 第七屆立法委員選舉     | 澎湖縣選舉區     | 無黨籍     | 3,373  | 8.73%  |          |       |
| 2009 | 第十七屆澎湖縣議員選舉 | 澎湖縣第一選舉區 | 中國國民黨 | 3,235  | 11.42% |          |       |
| 2014 | 第十屆馬公市市長選舉   | 澎湖縣馬公市     | 中國國民黨 | 11,140 | 44.91% |          |       |
| 2018 | 第十九屆澎湖縣議員選舉 | 澎湖縣第一選舉區 | 無黨籍     | 3,061  | 9.79%  |          |       |
| 2020 | 第十屆立法委員選舉     | 澎湖縣選舉區     | 中國國民黨 | 22,332 | 44.91% |          |       |
| 2022 | 第二十屆澎湖縣議員選舉 | 澎湖縣第一選舉區 | 中國國民黨 | 2,404  | 8.03%  |          |       |

## 外部連結
- 歐中慨臉書 （页面存档备份，存于）
- 2020競選觀測站澎湖縣選區 （页面存档备份，存于）